# Horst Wagner (Skilanglauftrainer)
Horst Wagner (* 31. März 1929 in Pferdsdorf; † 11. Februar 1995 in Oberhof) war ein deutscher Skilanglauftrainer. Insbesondere in den 1970er und 1980er Jahren feierte er sportliche Erfolge als Cheftrainer der DDR-Skilanglauf-Nationalmannschaft.

## Werdegang
Horst Wagner stammte aus einer thüringischen Arbeiterfamilie. Von 1935 bis 1943 besuchte er die Volksschule, eine historische Schulform, in der man nach acht Schuljahren den Volksschulabschluss erwarb. Seine Ausbildung als Postangestellter absolvierte Wagner bei der Deutschen Reichspost. 1949 trat er in die Nationale Volksarmee ein.
Wagner, zuvor selbst aktiver Skilangläufer, hatte 1956 beim ASK Vorwärts Oberhof das Training der Skilangläufer übernommen. Zu seinen bekanntesten Schützlingen in seiner über 30-jährigen Tätigkeit als Skilanglauftrainer gehören unter anderem die Weltklasseathleten Carola Anding, Sigrun Krause, Gerhard Grimmer, Axel Lesser und Eberhard Klessen.
Von 1958 bis 1963 studierte Wagner an der Deutschen Hochschule für Körperkultur (DHfK) in Leipzig und erhielt einen staatlichen Abschluss als Trainer. 1976 schloss er ein weiteres Studium an der DHfK als Diplomsportlehrer ab.
Wagner nahm als Skilanglauftrainer der DDR-Nationalmannschaften an vier Olympischen Winterspielen (1964 in Innsbruck, 1968 in Grenoble, 1972 in Sapporo und 1976 in Innsbruck) teil.
Er wurde mehrfach aufgrund seiner sportlichen Erfolge ausgezeichnet, unter anderem mit dem Vaterländischen Verdienstorden in Bronze 1970 und 1974.
Wagner war verheiratet und hatte zwei Töchter. Er starb im Februar 1995 im Alter von 65 Jahren an den Folgen einer Krebserkrankung.

## Auszeichnungen (Auswahl)
- Vaterländischer Verdienstorden in Bronze (1970 und 1974)
- Verdienter Meister des Sports
- Kampforden „Für Verdienste um Volk und Vaterland“